# جوليا أولدر
جوليا أولدر (بالإنجليزية: Julia Older)‏ (1941)؛ كاتِبة، مترجمة وشاعرة أمريكية.